# Campylocentrum apiculatum
Campylocentrum apiculatum är en orkidéart som beskrevs av Rudolf Schlechter. Campylocentrum apiculatum ingår i släktet Campylocentrum och familjen orkidéer.
Artens utbredningsområde är Bolivia. Inga underarter finns listade i Catalogue of Life.